# 上官婉儿 (小说)
《上官婉儿》是女作家赵玫于2000年推出的一部长篇历史小说，是其“唐宫女性三部曲”的第三部（前两部为《武则天》、《高阳公主》）。2007年2月1日，湖北长江出版社集团与长江文艺出版社正式出版了《唐宫女性三部曲》，第三部即《上官婉儿》（ISBN 9787535421425），2010年9月1日天津出版社再次发行精装版（ISBN 7201066552 ISBN 9787201066554）。

## 简介
襁褓中的上官婉儿因全族遭诛随母亲没入掖庭为奴，及其长大后却被武则天重用，她的人生也从此和武则天纠葛在一起。这本书将会讨论在宫廷和朝堂斗争中耗尽一生的她是政治天才、旷世才女还是淫乱荡妇、乱国祸水？

## 自评
“与武则天和高阳公主相比，上官婉儿是从奴婢这样的身份、一个很低的起点，不断向上，最终成为很优秀的女人。”赵玫说，在她的眼中，上官婉儿是聪明 、大气、文艺，而且在男人的政治氛围中挣扎的一名女子，“真的很不容易”，“我觉得上官婉儿从很卑微的身份做起，能到达很高的高度，她身上有一种进取的精神，非常励志。”